# Lake Davis
Lake Davis és una concentració de població designada pel cens dels Estats Units a l'estat de Califòrnia. Segons el cens del 2000 tenia 23 habitants.

## Demografia
Segons el cens del 2000, Lake Davis tenia 23 habitants, 10 habitatges, i 9 famílies. La densitat de població era d'1,4 habitants/km².
Per edats la població es repartia de la següent manera: un 0% tenia menys de 18 anys, un 0% entre 18 i 24, un 30,4% entre 25 i 44, un 39,1% de 45 a 60 i un 30,4% 65 anys o més.
L'edat mediana era de 60 anys. Per cada 100 dones de 18 o més anys hi havia 155,6 homes.
Cap de les famílies estaven per davall del llindar de pobresa.

## Poblacions més properes
El següent diagrama mostra les poblacions més properes.